# Nyctereutes lockwoodi
Espèce
Nyctereutes lockwoodi est une espèce fossile de carnivores caniformes de la famille des Canidae.

## Distribution et époque
Ce proche parent du chien viverrin actuel (Nyctereutes procyonoides) a été découvert à Dikika, en Éthiopie. Il vivait à l'époque du Pliocène.

## Taxinomie
Cette espèce a été décrite pour la première fois en 2010 par les naturalistes Denis Geraads, Zeresenay Alemseged, René Bobe et Denné Reed.

## Protologue
- (en) Denis Geraads, Zeresenay Alemseged, René Bobe et Denné Reed, « Nyctereutes lockwoodi, n. sp., a new canid (Carnivora: Mammalia) from the middle Pliocene of Dikika, Lower Awash, Ethiopia », Journal of Vertebrate Paleontology, vol. 30, no 3,‎ 19 mai 2010, p. 981-987 (DOI 10.1080/02724631003758326, lire en ligne, consulté le 18 janvier 2014).